# Маленький Ігор Мирославович
Ігор Мирославович Маленький — (13 травня 1962, м. Тернопіль — 25 лютого 2018) — український поет, перекладач, літературознавець. Член НСПУ, АУП. Кандидат філолологічних наук (1989). Премія журналу «Сучасність».

## Життєпис
Закінчив філолологічний факультет Київського університету (1985, нині національний університет). Вивчав таджицьку і перську мови та класичну й сучасну літератури Сходу в Інституті мови та літератури імені Рудакі (1985—1988, м. Душанбе, нині Таджикистан).
Від 1989 — науковий співробітник Інститутту літератури ім. Т. Шевченка АН України. Від 1995 — на дипломатичній роботі в МЗС України. 1996—1997 — учасник розробки та розвитку торговельно-економічних проектів у Закавказзі, Ірані, Центральній Азії. 1998—2000 працював у посольстві України в Пакистані.
2001—2002 — державний експерт із питань відносин із країнами Близького й Середнього Сходу Ради національної безпеки та оборони України. 2002—2003 — в місії ОБСЄ та інших проектах у Таджикистані.

## Літературна діяльність
Автор збірок поезій:
- «Тернове поле» (1987),
- «Цвіте терен» (1991),
- «Злива» (1997),
- «Аратта Веда» (вірші, переклади),
- «Велик гріх» (вірші, поезії в прозі, переклади; обидві — 2003),
- роману «Дідодіана» (2004).

У журналі «Сучасність» (2004, № 4, 5) опубліковано прозовий твір «Апологія міфу: З потоку буття» (2004).
Автор перекладів літературних творів із таджицької, фарсі та інших мов.
2004 (жовтень) мав творчі зустрічі з громадськістю Тернопільщини в обласній організації НСПУ.